# Geelbruine spleetvezelkop
De geelbruine spleetvezelkop (Pseudosperma rimosum) is een schimmel behorend tot de familie Inocybaceae. Hij groeit loofbomen, soms bij naaldbomen in lanen en parken of in bossen en struwelen op voedselrijke bodem. Ook komt hij voor langs boswegen, in parken en tuinen. Hij geeft de voorkeur aan kleigrond en alkalische gronden. De soort verschijnt van de vroege zomer tot de late herfst.

## Kenmerken

### Uiterlijke kenmerken
Hoed
De hoed is kegel- tot klokvormig met een bultje. Vooral bij jonge exemplaren zijn er voorbijgaande cortina-achtige velumresten aan de rand. Daarnaast is de hoed radiaal gespleten, heeft een diameter van 2 tot 6 centimeter en is zeer variabel. De kleur is strokruk, okerbruin of donkerder bruin.
Lamellen
De lamellen hebben aanvankelijk een lichte grijstint en verkleuren naarmate ze rijpen naar een vuile olijfbruine kleur. Ze zijn overvol en zijn uitpuilend gegroeid.
Steel
De steel is 3 tot 7 cm lang en 4 tot 12 mm dik. De steel is witachtig tot bruinachtig van kleur en lichter dan de hoed. Het oppervlak is vezelig-schilferig.
Vlees
Het vlees is wit.
Smaak en geur
De smaak is mild tot bitter en de geur is zwak, melig. De paddenstoel is giftig. Het giftige ingrediënt is muscarine, ontdekt in de jaren dertig van de vorige eeuw. Ernstige vergiftiging kan het gevolg zijn van het consumeren van elke hoeveelheid van de paddenstoel.
Sporenprint
De sporenprint is bruin.

### Microscopische kenmerken
De sporenmaat varieert enorm. De sporen zijn 10 tot 14 (zelden tot 18) × 6,5 tot 8 µm groot, elliptisch-amandelvormig en glad. De cheilocystidia zijn clavaat, dunwandig en hebben geen kristallen.

## Verspreiding
De geelbruine spleetvezelkop komt voor in Europa, Noord-Amerika, Azië, Australië en Nieuw-Zeeland. Hij is algemeen in Centraal-Europa. Ook in Nederland komt hij algemeen voor. Hij is niet bedreigd en staat niet op de rode lijst.

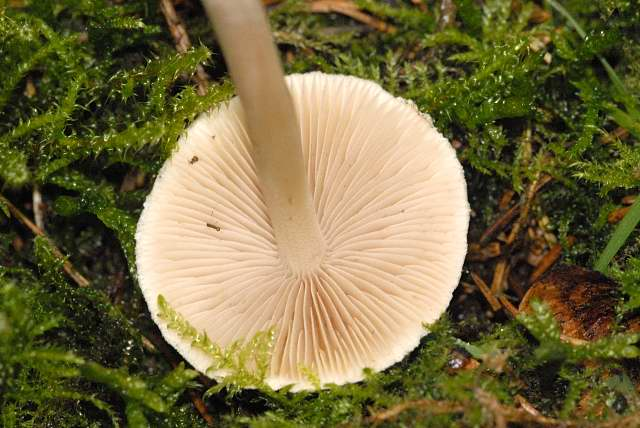
Lamellen
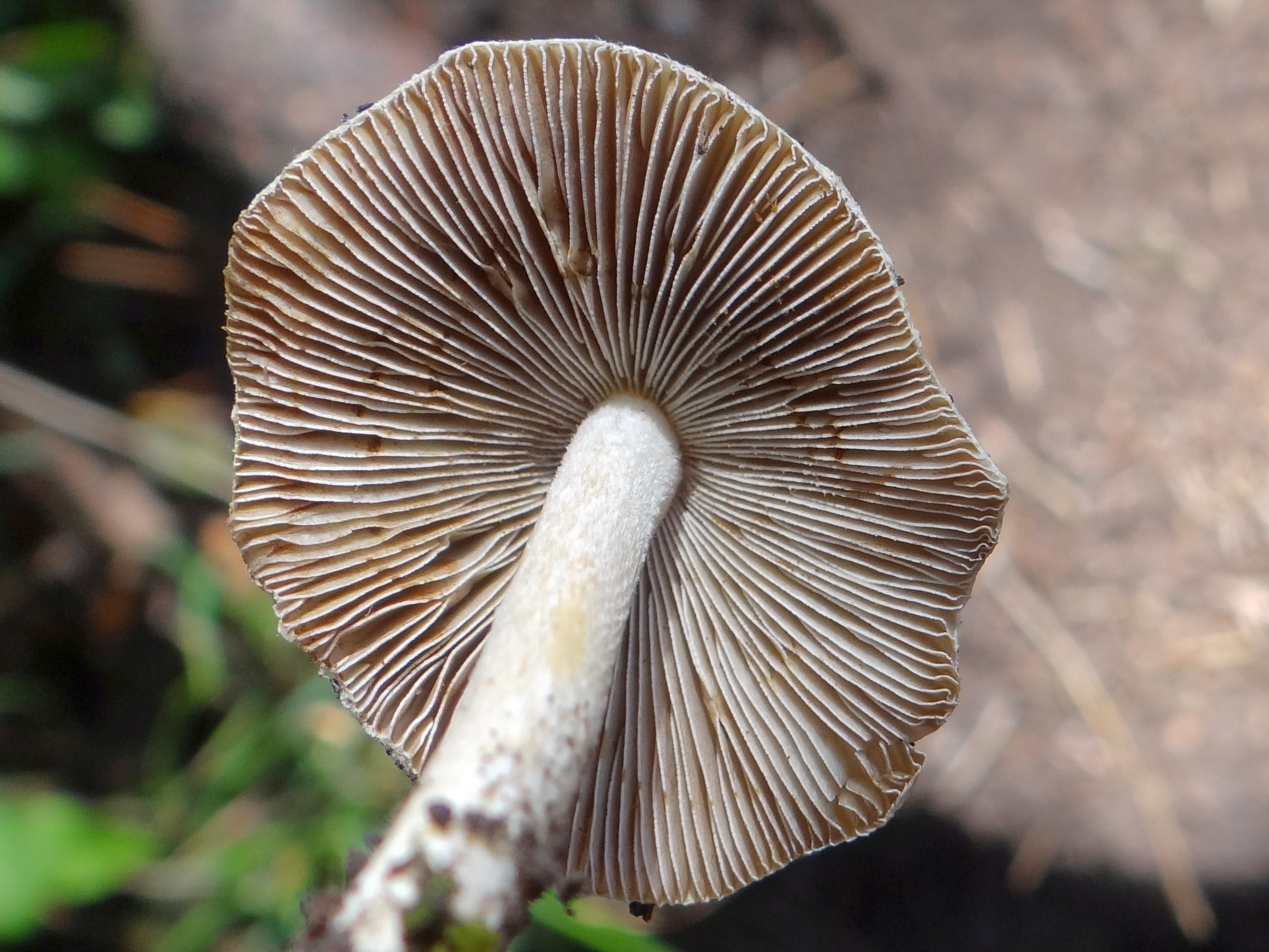
Vezelig-schilferige steel